# Lucas Pinheiro Braathen
Lucas Pinheiro Braathen (Oslo, 19 aprile 2000) è uno sciatore alpino norvegese naturalizzato brasiliano, vincitore della Coppa del Mondo di slalom speciale nel 2023.

## Biografia

### Stagioni 2017-2022
Figlio di un norvegese e di una brasiliana, Braathen, specialista delle prove tecniche attivo dal novembre del 2016, in Coppa Europa ha debuttato l'8 febbraio 2017 a Trysil in slalom gigante (50º) e ha conquistato il primo podio il 5 dicembre 2018 a Funäsdalen nella medesima specialità (2º). L'esordio in Coppa del Mondo è avvenuto l'8 dicembre 2018 nello slalom gigante di Val-d'Isère, dove si è piazzato 26º; pochi giorni dopo, il 18 dicembre, ha conquistato la sua prima vittoria in Coppa Europa, ad Andalo/Paganella sempre in slalom gigante. Il 21 febbraio 2019 si è aggiudicato la medaglia d'argento nel supergigante e la medaglia di bronzo nella combinata ai Mondiali juniores disputati sulle nevi della Val di Fassa.
Il 18 ottobre 2020 ha conquistato a Sölden in slalom gigante la prima vittoria, nonché primo podio, in Coppa del Mondo; l'8 gennaio 2021, durante lo slalom gigante di Coppa del Mondo disputato sulla pista Chuenisbärgli di Adelboden, è caduto al traguardo ed ha riportato la rottura del legamento crociato del ginocchio sinistro e del piatto tibiale: il grave infortunio ha determinato la fine anticipata della sua stagione. Nel 2022 ha vinto il classico slalom speciale di Coppa del Mondo della Männlichen/Jungfrau di Wengen (16 gennaio) mentre ai XXIV Giochi olimpici invernali di Pechino 2022, sua prima presenza olimpica, non ha completato né lo slalom gigante né lo slalom speciale.

### Stagioni 2023-2025
Il 2 febbraio 2023, a pochi giorni dall'inizio dei Mondiali di Courchevel/Méribel 2023, è stato operato d'urgenza per un'appendicite; ha comunque disputato la gara di slalom speciale, suo esordio iridato, classificandosi al 7º posto. In quella stessa stagione 2022-2023 si è aggiudicato la Coppa del Mondo di slalom speciale con 52 punti di vantaggio sul connazionale Henrik Kristoffersen; i suoi podi stagionali sono stati 7, con 3 vittorie tra le quali quella nel classico slalom gigante della Gran Risa in Alta Badia del 18 dicembre.
Il 27 ottobre 2023 ha annunciato l'intenzione di ritirarsi dalle competizioni durante una conferenza stampa a Sölden, dove due giorni dopo avrebbe dovuto gareggiare nella gara di apertura della Coppa del Mondo 2024; ha motivato la decisione facendo riferimento ai contrasti avuti con la Federazione sciistica della Norvegia in merito ai contratti di sponsorizzazione, che ha interessato anche atleti della nazionale. Inattivo dal marzo 2023, il 7 marzo 2024 ha annunciato l'intenzione di riprendere a gareggiare rappresentando il Brasile; essendo il Brasile privo di grandi tradizioni negli sport invernali, tutti i risultati di Braathen sono stati i primi ottenuti per il Paese nel contesto dello sci alpino internazionale. È tornato alle competizioni sotto i colori della nazionale brasiliana in occasione dello slalom gigante di Coppa del Mondo disputato a Sölden il 27 ottobre dello stesso anno (4º), salendo nuovamente sul podio l'8 dicembre seguente a Beaver Creek nella medesima specialità (2º); ai Mondiali di Saalbach-Hinterglemm 2025 si è piazzato 14º nello slalom gigante e 13º nello slalom speciale.

## Palmarès

### Mondiali juniores
- 2 medaglie:
  - 1 argento (supergigante a Val di Fassa 2019)
  - 1 bronzo (combinata a Val di Fassa 2019)

### Coppa del Mondo
- Miglior piazzamento in classifica generale: 4º nel 2023
- Vincitore della Coppa del Mondo di slalom speciale nel 2023
- 17 podi (6 in slalom gigante, 11 in slalom speciale):
  - 5 vittorie (2 in slalom gigante, 3 in slalom speciale)
  - 7 secondi posti (4 in slalom gigante, 3 in slalom speciale)
  - 5 terzi posti (in slalom speciale)

#### Coppa del Mondo - vittorie
| Data             | Località    | Paese    | Specialità |
| ---------------- | ----------- | -------- | ---------- |
| 18 ottobre 2020  | Sölden      | Austria  | GS         |
| 16 gennaio 2022  | Wengen      | Svizzera | SL         |
| 11 dicembre 2022 | Val-d'Isère | Francia  | SL         |
| 18 dicembre 2022 | Alta Badia  | Italia   | GS         |
| 8 gennaio 2023   | Adelboden   | Svizzera | SL         |

Legenda:

GS = slalom gigante

SL = slalom speciale

### Coppa Europa
- Miglior piazzamento in classifica generale: 4º nel 2019
- Vincitore della classifica di slalom gigante nel 2019
- 7 podi:
  - 3 vittorie
  - 3 secondi posti
  - 1 terzo posto

#### Coppa Europa - vittorie
| Data             | Località         | Paese   | Specialità |
| ---------------- | ---------------- | ------- | ---------- |
| 18 dicembre 2018 | Andalo/Paganella | Italia  | GS         |
| 17 gennaio 2019  | Plan de Corones  | Italia  | GS         |
| 23 gennaio 2019  | Courchevel       | Francia | GS         |

Legenda:

GS = slalom gigante

### Australia New Zealand Cup
- Miglior piazzamento in classifica generale: 38º nel 2020
- 1 podio:
  - 1 terzo posto

### Campionati norvegesi
- 4 medaglie:
  - 1 oro (slalom speciale nel 2023)
  - 2 argenti (slalom gigante, slalom parallelo nel 2018)
  - 1 bronzo (supergigante nel 2022)